# Parafia Matki Bożej Fatimskiej w Lublinie
Parafia Matki Bożej Fatimskiej w Lublinie – rzymskokatolicka parafia położona w dekanacie Lublin – Południe należącym do metropolii lubelskiej.

## Historia
Decyzją bpa Bolesława Pylaka powstał 17 maja 1983 r. ośrodek duszpasterski obejmujący swoim zasięgiem kilkanaście ulic należących poprzednio do parafii Najśw. Serca P. Jezusa i św. Jakuba w Abramowicach. Natomiast w dniu 21 grudnia 1985 r. erygowano parafię. W latach 1984–1986 wzniesiono murowaną plebanię. Parafię włączono do dekanatu Lublin-Południe.

## Kościół parafialny
Tymczasowa kaplica drewniana została pobłogosławiona 5 czerwca 1983 r. Od 1985 r. prowadzone były  prace budowlane przy wznoszeniu kościoła  według projektu arch. Janusza Gągała z Lublina, którego realizatorem był  ks. Edward Kozyra. Kościół pobłogosławił abp B. Pylak 17 maja 1992 r.

## Zasięg parafii
Do parafii należą wierni z Lublina (ulice: Abramowicka (nry 2-28, 1-37), Bandtkich, Boya Żeleńskiego (nry 26-36 i 27-37), Brata Alberta, Brezy, Broniewskiego, Dygasińskiego, Fredry, Gałczyńskiego, Gierymskiego, Głuska (nry parzyste 2-16), Iwaszkiewicza, Jastruna, Jezierskiego, Klonowica, Klukowskiego, Kochanowskiego (nry 66-78, 77-89), Kolberga, Konarskiego, Korczaka, Korzeniowskiego, Kuncewiczowej, Kunickiego (nry 167-225, 208-250), Łukasińskiego, Makowa, Makuszyńskiego, Michałowskiego, Mochnackiego (11-19 i 12-14), Nadrzeczna (nry 20-66, 87-119), Orłowskiego, Orzeszkowej (nry nieparzyste), Pawłowa (nry 18-74, 17-87), Pocka, Południowa, Porazińskiej, Powojowa (nry nieparzyste), Reja, Sadowa, Siemiradzkiego, Sienkiewicza, Sieroszewskiego, Sierpińskiego, Srogi, Staffa, Sterna, Stwosza, Szaniawskiego, Szelburg-Zarębiny, Szklarniana, Szymonowica, Śniadeckiego, Świętochowskiego (nry 90-158, 85-287), Traugutta, Tuwima, Wyspiańskiego (nry parzyste), Wyzwolenia (nry 115-193, 124-206), Zamenhofa i Zemborzycka (nry parzyste 22-86)).